# Highcliff
Highcliff (tiếng Trung: 曉廬 - Hiểu Lư) là một tòa nhà chọc trời nằm ở khu Khoái Hoạt Cốc (Happy Valley) của Hồng Kông. Hoàn thành năm 2003, tòa nhà 73 tầng này có độ cao đến đỉnh là 252,4 m.